# Bad Boys: Miami Takedown
Bad Boys: Miami Takedown, även känd som Bad Boys II i Europa, är ett datorspel som släpptes 2004 baserat på action-komedifilmen Bad Boys II. Det släpptes i början av 2004 efter filmens DVD-utgåva.